# إليك روس
إليك روس (بالإنجليزية: Alec Ross)‏ هو مرشد سياحي أسترالي، ولد في 6 أبريل 1936، وتوفي في 30 مارس 2017.